# Thomas Royds
Thomas Royds (1884 — 1955) foi um químico inglês.
Em 1909, Thomas Royds, juntamente com Rutherford publicaram um trabalho onde apresentavam, de maneira conclusiva, que as partículas alfa eram, na verdade, núcleos de hélio.